# Zunanje izvajanje dejavnosti
'Zunanje izvajanje dejavnosti (outsourcing)' je posebna sodelovalna strategija organizacije, kjer organizacija zaupa zunanjim izvajalcem nekatere dejavnosti, ki jih sicer zmore opravljati tudi sama, pri čemer bolj ali manj ohranja svoje  temeljne zmožnosti.
Angleški izraz outsourcing prevajamo v slovenščino kot zunanje izvajanje, zunanje izločanje dejavnosti, zunanja oskrba. Beseda outsourcing je skovanka iz besed zunaj (outside), vir (resource) in uporabljanje (using).

## Časovni pojav zunanjega izvajanja dejavnosti
Pojav zunanjega izvajanja dejavnosti oz. množičnega izločanja dejavnosti se je začel v začetku devedesetih let. Pred tem časom je bilo zelo malo podjetij, ki bi izvajanje dejavnosti dajale zunanjemu izvajalcu. V preteklosti so dejavnosti, ki so se izločale oz so bile dane v zunanje izvajanje bile predvsem na področju prevoza, čiščenja in prehrane. Kasneje, po devedesteih letih se je izločanje dejavnosti razširilo tudi na nekatere ostale dejavnosti in sicer: računovodstvo, kadrovanje, raziskovanje in razvoj,Informatika ipd. Postopoma so bile v zunanjem izvajanju dejavnosti prepoznane mnoge prednosti kar je pospešilo in razširilo področja uporabe zunanjega izvajanja. Zunanje izvajanje dejavnosti se je razvijalo skozi tri faze in sicer skozi taktično fazo, strateško fazo in transformacijsko fazo .

### Taktična faza
V preteklosti so se za zunanje izvajanje dejavnosti odločala podjetja, ki so zašla v finančne težave. Cilj teh podjetij je bil, da kratkoročno znižajo stroške, realizirajo denarni priliv z odprodajo sredstev in opreme ter da rešijo težave z zaposlovanjem. Najpogosteje so bila to večja podjetja, ki so imela potrebo po prekonstruiranju. Pomanjkljivost zunanjega izvajanja dejavnosti v preteklosti je bil ta, da je odnos med naročnikom in zunanjim izvajalcem bil precej nedefiniran.

### Strateška faza
Situacija se je precej začenjala spreminjati v devedesetih letih. Direktorji podjetij so ugotovili, da z uporabo zunanjega izvajanja dejavnosti pridobijo širšo kontrolo nad področji poslovanja v podjetju in posledično lahko v večji meri usmerijo pozornost na strateško pomembne naloge. V teh letih je torej taktičen vidik zunanjega izvajanja dejavnosti zamenjal strateški vidik. Povečal se je spekter izločenih dejavnosti, naročnik in izvajalec pa sta postala poslovna partnerja.

### Transformacijska faza
Ta faza predstavlja naprednejši pristop k zunanjemu izvajanju dejavnosti. Prednost tega pristopa so inovacije, ki jih v podjetje vnaša zunanji izvajalec. Zunanje izvajanje tako omogoča podjetju osvojiti nove trge, ustvariti nove proizvode, spremeniti odnos do zaposlenih, kupcev in poslovnih partnerjev ter omogoča na splošno rast podjetja.

## Prednosti zunanjega izvajanja dejavnosti
Podjetja se za zunanje izvajanje dejavnosti odločajo zaradi različnih razlogov. Večina podjetij se odloči za zunanje izvajanje dejavnosti zaradi ugodnosti na različnih poslovnih področjih.  Ena izmed glavnih prednosti odločanja za zunanje izvajanje dejavnosti je, da podjetje lahko večji del svojih sredstev nameni razvoju svoje osnovne dejavnosti. Zunanje izvajanje dejavnosti prav tako lahko omogoči naročniku zunanjega izvajanje večjo fleksibilnost,zunanji izvajalec pa pridobi več znanja, lahko zagotovi višjo kakovost ter ima več izkušenj na določenem področju kot bi jih naročnik lahko pridobil sam. Naročnik zunanjega izvajana dejavnosti prav tako lahko razporedi delo na več zunanjih izvajalcev in s tem zmanjša tveganje morebitnega lastnega neuspeha. Naročnik od zunanjega izvajalca lahko pridobi nove ideje, zamisli, znanje ki bo imelo pozitiven vpliv na podjetje. Podjetje, ki se odloči za zunanje izvajanje dejavnosti lahko zmanjša in boljše nadzoruje operativne stroške, izboljša se produktivnost in zmogljivost podjetja, lahko pa se tudi izogne problemu odsotnosti notranjega kadra.

## Slabosti in tveganja zunanjega izvajanja dejavnosti
Težave z zunanjem izvajanjem dejavnosti se najpogosteje začenjajo pojavljati sredi drugega leta sodelovanja. Razlogov za to je več, tako na strani naročnika kot na strani izvajalca. Številni avtorji so enotnega mnenja, da je največja nevarnost zunanjega izvajanja dejavnosti v napačni izbiri partnerja. Podjetja, ki so poverila dejavnost zunanjemu izvajalcu lahko sčasoma spoznajo, da so izgubila ključne zmožnosti za proizvajanje ali opravljanje storitev, zunanjim izvajalcem pa ne morejo preprečiti povezovanja z drugimi tekmeci na trgu dela in prav tako ne morejo samostojno nastopati na trgu dela. Lahko prihaja tudi do izgube nadzora nad zunanjim izvajalcem dejavnosti ali praznih obljub izvajalca. Zunanje izvajanje dejavnosti lahko pripelje do nepričakovanih sprememb zlasti v primeru dolgoročnih pogodb kjer se lahko zgodi, da se zunanji izvajalec ne more odzvati na spreminjajoče se zahteve naročnika. Ena izmed slabosti zunanjega izvajanja dejavnosti je tudi to, da lahko prihaja do skrivanja informacij s strani zunanjega izvajalca. Zunanji izvajalec lahko pred naročnikom zunanjega izvajanja skriva informacije, ki so pomembne za nemoteno poslovanje podjetja.

## Dejavnosti, ki jih podjetja najpogosteje izločajo v izvajanje zunanjemu partnerju
V današnjem času skoraj ne obstajajo dejavnosti, ki jih podjetja nebi mogla izločiti v izvajanje zunanjemu partnerju. Dejavnosti, ki jih podjetja najpogosteje oddajajo v zunanje izvajanje so pravne storitve, investicijske storitve,davčne storitve računovodstvo ipd., kot je predstavljeno v spodnji tabeli.
| Dejavnost                                        | Delež podjetij, ki dejavnost oddaja v zunanje izvajanje (%) |
| ------------------------------------------------ | ----------------------------------------------------------- |
| Pravne storitve                                  | 71                                                          |
| Obračuni plač                                    | 61                                                          |
| Administrativne dejavnosti v zvezi s pokojninami | 54                                                          |
| Razvoj spletnih strani                           | 52                                                          |
| Investicijske storitve                           | 41                                                          |
| Vzdrževanje spletnih strani                      | 37                                                          |
| Oraganizacija poslovnih potovanj                 | 37                                                          |
| Davčne storitve                                  | 35                                                          |
| Računovodstvo                                    | 32                                                          |
| Vzdrževanje poslovnih prostorov in poslopij      | 27                                                          |
| Razvoj informacijskih sistemov                   | 25                                                          |

## Zunanje izvajanje dejavnosti v Sloveniji
Vloga zunanjega izvajanja dejavnosti se je v zadnjih dveh desetletjih močno povečala kako v svetu tako tudi v Sloveniji. Raziskava je pokazala, da so mnoga slovenska podjetja spoznala prednosti, ki jih prinaša zunanje izvajanje dejavnosti glede na to, da zunanje izvajanje uporablja kar 88 % anketiranih podjetij. Zunanje izvajanje dejavnosti ni prisotno samo na področju transporta, čiščenja, prehrane, varovanja kot nekoč ampak se je razširilo na večje število dejavnosti. Zunanje izvajanje dejavnosti se je tako razširilo na računovodstvo, pravne storitve, skladiščenje, distribucijo, gradnje in vzdrževanja informacijske sistema in še kaj drugega. Najpogosteje dejavnosti, ki jih podjetja prenesejo na zunanjega izvajalca so  na področju čiščenja (66%), varovanja (5 %), informacijske tehnologije (49%), priprava toplih obrokov (41%) in pravne storitve (33%). Zunanje izvajanje dejavnosti se najmanj pojavlja na področju distribucije(8%), razvoja in raziskav (6%), prodajne storitve (4%) in najmanj na področju nadzora kakovosti (3%).  Na podlagi teh rezultatov lahko sklepamo da so slovenska podjetja v prvi razvojni fazi zunanjega izvajanja saj gre predvsem za prenos pomožnih dejavnosti. Pri teh dejavnostih so tveganje in posledice neuspeha precej manjši kot pri zahtevnejših dejavnostih.Slovenska podjetja, ki so bila zajeta v raziskavo so prav tako poročala o razlogih uporabe zunanjega izvajanja dejavnosti in so kot najpomembnejši razlog za uporabo zunanjega izvajanja navedli strategijo zmanjšanja stroškov. Podjetja so kot pomembne razloge za prenos dejavnosti na tretjo osebo označili tudi višjo raven kakovosti opravljene storitve, boljše obvladovanje operativnih stroškov, izboljšana kakovost izdelka ali storitve, osredotočanje na ključne prednosti podjetja, sprostitev sredstev za druge namene v podjetju. Anketirana podjetja se za zunanje izvajanje dejavnosti ne odločajo predvsem zaradi tega ker niso prepričani ali bi bila dejavnost, ki bi jo prenesli na tretjo osebo strateška za njihovo podjetje in zaradi ega ker celoten postopek izbiranja zunanjega izvajalca zahteva preveč časa in stroškov.Izsledki raziskave so pokazali, da slovenska podjetja v procesu zunanjega izvajanja sklepajo predvsem kratkoročne pogodbe, saj je največ pogodb sklenjenih za eno leto (31%)